# 1377
Il 1377 (MCCCLXXVII in numeri romani) è un anno  del XIV secolo.

## Eventi
- 17 gennaio - Fine della cattività avignonese: Papa Gregorio XI riporta la sede papale da Avignone a Roma.
- 3 febbraio - Sacco di Cesena: un contingente di soldati mercenari bretoni di John Hawkwood, al soldo di papa Gregorio XI, comandati dal futuro antipapa Clemente VII, conquista la città romagnola compiendo stragi ed efferatezze.

## Nati
- 15 febbraio - Ladislao I di Napoli, re († 1414)
- 5 luglio - Galeotto Belfiore Malatesta, condottiero italiano († 1400)
- 1º agosto - Go-Komatsu, imperatore giapponese († 1433)
- 10 agosto - Alfonso I di Braganza, nobile portoghese († 1461)
- 20 agosto - Shah Rukh, sovrano persiano († 1447)
- 19 settembre - Alberto IV d'Asburgo, nobile († 1404)
- 5 ottobre - Luigi II d'Angiò, principe francese († 1417)
- 5 dicembre - Jianwen, imperatore cinese († 1402)
- Thomas Beaufort, I duca di Exeter, militare britannico († 1426)
- Đurađ Branković, sovrano serbo († 1456)
- Filippo Brunelleschi, architetto, ingegnere e scultore italiano († 1446)
- Ernesto I d'Asburgo, duca († 1424)
- Federico d'Arborea († 1387)
- Angiolo Agostino Mazzinghi, religioso italiano († 1438)
- Raffaele Raimondi, giurista italiano († 1427)
- Solimano Çelebi, principe ottomano († 1411)
- Francesco Tornabuoni, nobile, mercante e ambasciatore italiano
- Jean de La Trémoille, nobile francese († 1449)
- Anglesia Visconti, principessa italiana († 1439)

## Morti
- 2 gennaio - Casimiro IV di Pomerania, duca (n. 1351)
- 25 gennaio - Paolo Rainaldi, vescovo cattolico italiano
- 7 febbraio - Guglielmo Zucchi, presbitero italiano
- 10 aprile - Ludolfo di Sassonia, religioso e teologo tedesco
- 28 aprile - Ugolino de' Rossi, vescovo cattolico italiano
- 2 maggio - Hugh de Courtenay, II conte di Devon, nobile inglese (n. 1303)
- 5 maggio - Matilde di Lancaster, nobile e religiosa britannica (n. 1310)
- 24 maggio - Algirdas, sovrano lituano
- 21 giugno - Edoardo III d'Inghilterra, re britannico (n. 1312)
- 15 luglio - Giovanni Magalotti, politico italiano
- 27 luglio - Federico IV di Sicilia, re (n. 1341)
- 27 luglio - Robert de Juliac, francese
- 7 agosto - Niccolò degli Alberti, banchiere, diplomatico e mecenate italiano
- 25 novembre - Pierre d'Estaing, cardinale e arcivescovo cattolico francese
- 6 dicembre - Elisabetta di Henneberg, nobildonna tedesca
- Gómez de Albornoz, condottiero spagnolo (n. 1322)
- Roberto di Perche, conte francese (n. 1344)
- Andrea di Bonaiuto, pittore italiano (n. 1319)
- Guillaume de Machaut, poeta e compositore francese (n. 1300)
- Margherita d'Aragona, principessa (n. 1331)
- Maria del Portogallo, principessa portoghese (n. 1342)
- Riccarda di Schwerin, nobile svedese (n. 1347)
- Toktakya, condottiero mongolo
- Trincia Trinci, nobile italiano
- Uros Khan, condottiero mongolo
- Vladislav I di Valacchia, principe
- Beatrice d'Arborea, nobile

## Calendario
| Calendario 1377 | Calendario 1377 | Calendario 1377 | Calendario 1377 | Calendario 1377 | Calendario 1377 | Calendario 1377 | Calendario 1377 | Calendario 1377 | Calendario 1377 | Calendario 1377 | Calendario 1377 | Calendario 1377 | Calendario 1377 | Calendario 1377 | Calendario 1377 | Calendario 1377 | Calendario 1377 | Calendario 1377 | Calendario 1377 | Calendario 1377 | Calendario 1377 | Calendario 1377 | Calendario 1377 | Calendario 1377 | Calendario 1377 | Calendario 1377 | Calendario 1377 | Calendario 1377 | Calendario 1377 | Calendario 1377 | Calendario 1377 | Calendario 1377 |
| --------------- | --------------- | --------------- | --------------- | --------------- | --------------- | --------------- | --------------- | --------------- | --------------- | --------------- | --------------- | --------------- | --------------- | --------------- | --------------- | --------------- | --------------- | --------------- | --------------- | --------------- | --------------- | --------------- | --------------- | --------------- | --------------- | --------------- | --------------- | --------------- | --------------- | --------------- | --------------- | --------------- |
|                 | 1               | 2               | 3               | 4               | 5               | 6               | 7               | 8               | 9               | 10              | 11              | 12              | 13              | 14              | 15              | 16              | 17              | 18              | 19              | 20              | 21              | 22              | 23              | 24              | 25              | 26              | 27              | 28              | 29              | 30              | 31              |                 |
| Gennaio         | Gi              | Ve              | Sa              | Do              | Lu              | Ma              | Me              | Gi              | Ve              | Sa              | Do              | Lu              | Ma              | Me              | Gi              | Ve              | Sa              | Do              | Lu              | Ma              | Me              | Gi              | Ve              | Sa              | Do              | Lu              | Ma              | Me              | Gi              | Ve              | Sa              |                 |
| Febbraio        | Do              | Lu              | Ma              | Me              | Gi              | Ve              | Sa              | Do              | Lu              | Ma              | Me              | Gi              | Ve              | Sa              | Do              | Lu              | Ma              | Me              | Gi              | Ve              | Sa              | Do              | Lu              | Ma              | Me              | Gi              | Ve              | Sa              |                 |                 |                 |                 |
| Marzo           | Do              | Lu              | Ma              | Me              | Gi              | Ve              | Sa              | Do              | Lu              | Ma              | Me              | Gi              | Ve              | Sa              | Do              | Lu              | Ma              | Me              | Gi              | Ve              | Sa              | Do              | Lu              | Ma              | Me              | Gi              | Ve              | Sa              | Do              | Lu              | Ma              |                 |
| Aprile          | Me              | Gi              | Ve              | Sa              | Do              | Lu              | Ma              | Me              | Gi              | Ve              | Sa              | Do              | Lu              | Ma              | Me              | Gi              | Ve              | Sa              | Do              | Lu              | Ma              | Me              | Gi              | Ve              | Sa              | Do              | Lu              | Ma              | Me              | Gi              |                 |                 |
| Maggio          | Ve              | Sa              | Do              | Lu              | Ma              | Me              | Gi              | Ve              | Sa              | Do              | Lu              | Ma              | Me              | Gi              | Ve              | Sa              | Do              | Lu              | Ma              | Me              | Gi              | Ve              | Sa              | Do              | Lu              | Ma              | Me              | Gi              | Ve              | Sa              | Do              |                 |
| Giugno          | Lu              | Ma              | Me              | Gi              | Ve              | Sa              | Do              | Lu              | Ma              | Me              | Gi              | Ve              | Sa              | Do              | Lu              | Ma              | Me              | Gi              | Ve              | Sa              | Do              | Lu              | Ma              | Me              | Gi              | Ve              | Sa              | Do              | Lu              | Ma              |                 |                 |
| Luglio          | Me              | Gi              | Ve              | Sa              | Do              | Lu              | Ma              | Me              | Gi              | Ve              | Sa              | Do              | Lu              | Ma              | Me              | Gi              | Ve              | Sa              | Do              | Lu              | Ma              | Me              | Gi              | Ve              | Sa              | Do              | Lu              | Ma              | Me              | Gi              | Ve              |                 |
| Agosto          | Sa              | Do              | Lu              | Ma              | Me              | Gi              | Ve              | Sa              | Do              | Lu              | Ma              | Me              | Gi              | Ve              | Sa              | Do              | Lu              | Ma              | Me              | Gi              | Ve              | Sa              | Do              | Lu              | Ma              | Me              | Gi              | Ve              | Sa              | Do              | Lu              |                 |
| Settembre       | Ma              | Me              | Gi              | Ve              | Sa              | Do              | Lu              | Ma              | Me              | Gi              | Ve              | Sa              | Do              | Lu              | Ma              | Me              | Gi              | Ve              | Sa              | Do              | Lu              | Ma              | Me              | Gi              | Ve              | Sa              | Do              | Lu              | Ma              | Me              |                 |                 |
| Ottobre         | Gi              | Ve              | Sa              | Do              | Lu              | Ma              | Me              | Gi              | Ve              | Sa              | Do              | Lu              | Ma              | Me              | Gi              | Ve              | Sa              | Do              | Lu              | Ma              | Me              | Gi              | Ve              | Sa              | Do              | Lu              | Ma              | Me              | Gi              | Ve              | Sa              |                 |
| Novembre        | Do              | Lu              | Ma              | Me              | Gi              | Ve              | Sa              | Do              | Lu              | Ma              | Me              | Gi              | Ve              | Sa              | Do              | Lu              | Ma              | Me              | Gi              | Ve              | Sa              | Do              | Lu              | Ma              | Me              | Gi              | Ve              | Sa              | Do              | Lu              |                 |                 |
| Dicembre        | Ma              | Me              | Gi              | Ve              | Sa              | Do              | Lu              | Ma              | Me              | Gi              | Ve              | Sa              | Do              | Lu              | Ma              | Me              | Gi              | Ve              | Sa              | Do              | Lu              | Ma              | Me              | Gi              | Ve              | Sa              | Do              | Lu              | Ma              | Me              | Gi              |                 |